# Нижньотроїцька сільська рада
Нижньотро́їцька сільська рада (рос. Нижнетроицкий сельский совет) — муніципальне утворення у складі Туймазинського району Башкортостану, Росія. Адміністративний центр та єдиний населений пункт — село Нижньотроїцький.
Станом на 2002 рік існувала Нижньотроїцька селищна рада (смт Нижньотроїцький).

## Населення
Населення — 3698 осіб (2019, 4008 у 2010, 3777 у 2002).